# 戴氏副雙邊魚
戴氏副雙邊魚為輻鰭魚綱鱸形目鱸亞目雙邊魚科的其中一個種，分布於印度的淡水流域，體長可達17.5公分，生活在湖泊或溪流中，屬肉食性，可作為觀賞魚。